# Schweizerische Hochschulmeisterschaften 1916
| Medaillenspiegel (Endstand nach 21 Entscheidungen) | Medaillenspiegel (Endstand nach 21 Entscheidungen) | Medaillenspiegel (Endstand nach 21 Entscheidungen) | Medaillenspiegel (Endstand nach 21 Entscheidungen) | Medaillenspiegel (Endstand nach 21 Entscheidungen) | Medaillenspiegel (Endstand nach 21 Entscheidungen) |
| Pl.                                                | Hochschule                                         | G                                                  | S                                                  | B                                                  | Su.                                                |
| -------------------------------------------------- | -------------------------------------------------- | -------------------------------------------------- | -------------------------------------------------- | -------------------------------------------------- | -------------------------------------------------- |
| 1                                                  | Universität Bern                                   | 15                                                 | min. 8                                             | min. 1                                             | min. 24                                            |
| 1                                                  | ETH Zürich                                         | 6                                                  | min. 3                                             | ?                                                  | min. 9                                             |

Die 2. Schweizerische Hochschulmeisterschaften (dazumal Ⅱ. Akademische Olympia) fanden vom 8. bis 9. Juli 1916 in Bern statt. Sie waren Teil der Schweizerische Landesausstellung 1914. In dieser Austragung nahmen nur die ETH Zürich und die Universität Bern teil.

## Resultate

### Leichtathletik

#### Olympischer Zehnkampf
| Platz | Athlet      | Hochschule       | Punkte |
| ----- | ----------- | ---------------- | ------ |
| 1     | Hans Geiser | Universität Bern | 102,48 |

#### Olympischer Fünfkampf
| Platz | Athlet      | Hochschule       | Punkte |
| ----- | ----------- | ---------------- | ------ |
| 1     | Hans Geiser | Universität Bern | 73,91  |
| 2     | C. Mosca    | unbekannt        | 69,10  |

#### Olympischer Vierkampf
| Platz | Athlet       | Hochschule       | Punkte              |
| ----- | ------------ | ---------------- | ------------------- |
| 1     | Jakob Berger | Universität Bern | 50,3 ISB / 54,3 NZZ |
| 2     | C. Roner     | unbekannt        |                     |

#### 100 Meter
| Platz | Athlet        | Hochschule | Zeit (s) |
| ----- | ------------- | ---------- | -------- |
| 1     | Walter Gerber | ETH Zürich | 12,2     |
| 2     | Gottl. Bigler | unbekannt  | 12,2     |

#### 400 Meter
| Platz | Athlet         | Hochschule | Zeit (s)            |
| ----- | -------------- | ---------- | ------------------- |
| 1     | Walter Gerber  | ETH Zürich | 57 SHR SHMR         |
| 2     | Louis Chavanne | ETH Zürich | 58 (Quelle 28 Sek.) |

#### 800 Meter
| Platz | Athlet        | Hochschule       | Zeit (min)               |
| ----- | ------------- | ---------------- | ------------------------ |
| 1     | Kurt Decker   | ETH Zürich       | 2:20,48 ISB / 2:20,8 NZZ |
| 2     | Moritz Zeller | Universität Bern |                          |

#### 1500 Meter
| Platz | Athlet         | Hochschule       | Zeit (min) |
| ----- | -------------- | ---------------- | ---------- |
| 1     | Louis Chavanne | ETH Zürich       | 4:53,25    |
| 2     | Moritz Zeller  | Universität Bern |            |

#### 5000 Meter
| Platz | Athlet      | Hochschule       | Zeit (min)                 |
| ----- | ----------- | ---------------- | -------------------------- |
| 1     | Kurt Decker | ETH Zürich       | 19:08,15 ISB / 19:28,2 NZZ |
| 2     | Max Reist   | Universität Bern |                            |

#### 4 × 100 m Staffel
| Platz | Mannschaft                                       | Hochschule       | Zeit (s)      |
| ----- | ------------------------------------------------ | ---------------- | ------------- |
| 1     | 1. Mannschaft der eidgen. technischen Hochschule | ETH Zürich       | 49,2 SHR SHMR |
| 2     | 2. Mannschaft der Universität Bern               | Universität Bern | 50,6          |

#### 3000 Meter Gehen
| Platz | Athlet      | Hochschule       | Zeit (min) |
| ----- | ----------- | ---------------- | ---------- |
| 1     | Max Rathgeb | Universität Bern | 17:31,4    |
| 2     | Franz Moser | Universität Bern |            |

#### Weitsprung mit Anlauf
| Platz | Athlet             | Hochschule       | Weite (m)     |
| ----- | ------------------ | ---------------- | ------------- |
| 1     | Hans Geiser        | Universität Bern | 6,13 SHR SHMR |
| 2     | Rudolf Dellsperger | Universität Bern | 5,92          |

#### Dreisprung mit Anlauf
| Platz | Athlet       | Hochschule       | Weite (m)      |
| ----- | ------------ | ---------------- | -------------- |
| 1     | Thodor Lukač | Universität Bern | 11,39 SHR SHMR |
| 2     | Göldi        | ETH Zürich       | 10,86          |

#### Hochsprung mit Anlauf
| Platz | Athlet             | Hochschule       | Höhe (m)      |
| ----- | ------------------ | ---------------- | ------------- |
| 1     | Rudolf Dellsperger | Universität Bern | 1,65 SHR SHMR |
| 2     | Ruchti             | Universität Bern | 1,45          |

#### Hochsprung ohne Anlauf
| Platz | Athlet          | Hochschule       | Höhe (m)      |
| ----- | --------------- | ---------------- | ------------- |
| 1     | Lorenz Barolini | Universität Bern | 1,27 SHR SHMR |

#### Schleuderball
| Platz | Athlet      | Hochschule       | Weite (m)      |
| ----- | ----------- | ---------------- | -------------- |
| 1     | Hans Geiser | Universität Bern | 42,15 SHR SHMR |
| 2     | Bigler      | unbekannt        | 42,15          |

#### Kugelstoss, 7¼ Kilogramm
| Platz | Athlet       | Hochschule       | Weite (m)     |
| ----- | ------------ | ---------------- | ------------- |
| 1     | Jakob Berger | Universität Bern | 9,90 SHR SHMR |

#### Kugelwerfen
| Platz | Athlet       | Hochschule       | Weite (m)             |
| ----- | ------------ | ---------------- | --------------------- |
| 1     | Jakob Berger | Universität Bern | 13,37 ISB / 13,30 NZZ |
| 2     | Mathys       | Universität Bern | 13,07                 |

#### Diskuswurf
| Platz | Athlet      | Hochschule       | Weite (m)      |
| ----- | ----------- | ---------------- | -------------- |
| 1     | Hans Geiser | Universität Bern | 80,70 SHR SHMR |

#### Speerwerfen
| Platz | Athlet       | Hochschule       | Weite (m) |
| ----- | ------------ | ---------------- | --------- |
| 1     | Jakob Berger | Universität Bern | 37,27     |

#### Handgranatenwerfen
| Platz | Athlet       | Hochschule       | Weite (m)      |
| ----- | ------------ | ---------------- | -------------- |
| 1     | Jakob Berger | Universität Bern | 37,50 SHR SHMR |

### Spiele

#### Faustballspiel
| Platz | Athlet                                              | Hochschule       | Punkte |
| ----- | --------------------------------------------------- | ---------------- | ------ |
| 1     | 2. Mannschaft der gymnastischen Gesellschaft Bern   | Universität Bern | 4      |
| 2     | 1. Mannschaft der gymnastischen Gesellschaft Zürich | ETH Zürich       | 1      |
| 3     | 1. Mannschaft der gymnastischen Gesellschaft Bern   | Universität Bern | 1      |

Bern gegen ETH 8:2